# Javier Bueno
Javier Bueno Bueno (Madrid, 1891-Madrid, 26 de septiembre de 1939) fue un periodista y activo militante socialista español, que desarrolló buena parte de su labor entre Asturias y Madrid. Entre 1931 y 1937 fue director del diario socialista asturiano Avance que jugó un importante papel en el proceso que condujo a la Revolución de Asturias, por lo que fue juzgado y sentenciado a una pena de 30 años de reclusión. Amnistiado en febrero de 1936, luchó junto al bando republicano en la guerra civil española y en 1939 fue detenido, torturado, condenado a muerte por un tribunal militar y ejecutado.

## Biografía
Hijo de la actriz Soledad Bueno y el periodista José Nakens, Bueno era hombre de formación autodidacta que se ganaba la vida como vendedor de periódicos y, ocasionalmente, escribía en algunos diarios y semanarios. Llegó a ser jefe de redacción de los periódicos editados en Madrid La Voz, Crisol y Luz. En 1931 publicó en Madrid un folleto titulado El Estado socialista. Nueva interpretación del comunismo (Madrid: Ediciones Morata, 205 páginas) en el que afirmó que la llegada del socialismo revolucionario era inminente si se lograba la unidad de la clase obrera "por encima de líderes y exegetas". Salazar Alonso, ministro de la Gobernación en el gobierno del Partido Republicano Radical presidido por Ricardo Samper, dijo de él:

Era un hombre de extraordinaria simpatía, bondadoso y buen compañero; aunque de ideas avanzadas nunca pude apreciar en él extremismo

Establecido en Asturias, ingresó en la UGT, aunque manifestó siempre un cierto espíritu libertario dentro de la línea marxista, muy antiestalinista y antiburocrático. El 1 de julio de 1933 asumió la dirección del periódico Avance en Gijón, y le dio un espectacular giro, hasta convertirlo en el periódico de más tirada de la región y en el de referencia de la clase obrera asturiana. Abrió sus páginas a los trabajadores que acudían a la redacción a contar sus problemas y montó una red informativa en toda Asturias, con corresponsales y colaboradores espontáneos. Su impulso fue fundamental para el espectacular crecimiento del periódico, sumando más y más lectores. Contribuyó a su expansión el modelo de diario que Javier Bueno desarrolló: recogiendo el sentir y las historias de muchos asturianos de distintos puntos de la entonces provincia, consiguió captar la atención e interés de un gran número de lectores que se sentían reconocidos en aquellos sufrimientos, luchas, experiencias y anhelos. Además, se convirtió en el medio fundamental para que en las localidades aisladas se tuviera noticias del resto de Asturias. Según el historiador David Ruiz:

La presencia de Bueno significó una racionalización técnica que dotó al diario de mayor cobertura informativa, coherencia sostenida en la línea editorial y, sobre todo, progresiva identificación entre los obreros y el periódico, lograda no sólo por la elevación de la cantidad y la calidad de la información, sino también por el celo profesional y la militancia personal de su director

La tirada de Avance rondaba los 23 500 ejemplares diarios, una cifra inusitada para un diario obrerista de ámbito regional. Sus virulentas críticas a la acción gubernamental le acarrearon no pocos problemas legales: sólo en el primer semestre de 1934 sufrió 32 secuestros de la edición y dos cuantiosas multas. Los talleres fueron tomados por la Guardia de Asalto y registrados por la Guardia Civil, Javier Bueno fue encarcelado en tres ocasiones, los vendedores callejeros del periódico fueron perseguidos y multados... A raíz de estos hechos, se organizaron varias campañas de solidaridad, entre las que cabe destacar una lista de adhesión, con el objeto de hacer frente a las multas, que llegó a recaudar la considerable suma de 6050 pesetas. La multa más cuantiosa (15 000 pesetas) le fue impuesta al número del 26 de junio de 1934 al titular la información sobre la sentencia del Tribunal de Garantías Constitucionales contra la Ley de Contratos de Cultivo aprobada por el parlamento catalán: "Si Cataluña se levanta, no se levantará sola". Además la circulación del periódico fue prohibida en los cuarteles, lo que fue contestado por un artículo publicado en el diario, que trajo consigo, de nuevo, el encarcelamiento de su director, condenado a dos meses y medio de prisión. El caso tuvo repercusión a nivel nacional. El líder socialista Indalecio Prieto le escribió en una carta: "Se atrae usted los rayos pirotécnicos de nuestros enemigos".
Sus artículos, y ocasionalmente sus discursos en mítines políticos socialistas, impulsaron decisivamente a la Alianza Obrera y contribuyeron a crear el clima que propició la Revolución de Asturias de octubre de 1934.

## Revolución de 1934
Poco antes de la revolución de 1934, Avance se había convertido en el periódico de mayor tirada en Asturias y fue clave en la misma. Bueno fue detenido en dos ocasiones tras los sucesos de 1934 por ser el director del diario. Fue procesado, acusado de inducción y "excitación" a la rebelión, condenado a reclusión perpetua y multado con 70 millones de pesetas de la época, la misma cantidad que Alfonso XIII sacó del país al autoexiliarse en 1931. Al oír la sentencia del tribunal militar, preguntó cáustico: "¿Al contado o a plazos?". Se desoyeron las acusaciones de diversas torturas que padeció en los tribunales militares, a consecuencia de las cuales quedó cojo. El gobierno de la CEDA y los periódicos proclives a esta publicaron un folleto con una fotografía de Bueno detenido (reproducido en los diarios), donde se podía leer:

Javier Bueno, director de Avance. En la foto se ven claramente las llagas furunculosas que padece y que se han querido hacer pasar, torpemente, por huellas de supuestos malos martirios. ... [cualquiera puede ver que se trata de] furunculosis vulgar, muy fuerte por la naturaleza posiblemente diabética del enfermo, y de la cual se está tratando convenientemente al señor Bueno por los médicos del Cuerpo de Prisiones.

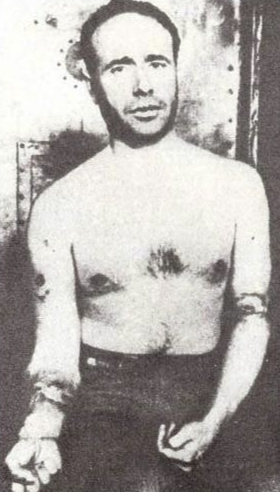
Fotografía de Javier Bueno en prisión, con heridas en brazos y torso.

El 20 de diciembre, tras más de tres meses, se le da el alta. Las preocupaciones sobre su suerte de la Asociación de la Prensa de Madrid, provocaron nuevos malos tratos en lo que Bueno llama, "llagas oportunamente aparecidas", y que se curaron tras otros dos meses. En la primera ocasión que tiene de presentar denuncia, lo hace ante el Juzgado Militar número 1 de Madrid. Más tarde y aún en prisión escribirá su versión:

En la madrugada del 6 [de octubre] soy detenido y el 8 por la tarde llevado desde la comisaría al cuartel de Guardias de Asalto. Allí sigo en mangas de camisa, y así mismo he de remangarme para fregar los retretes del local, misión que se me señala. Estoy sano. Algún guardia dice mirando el ánimo con que trabajo y mis brazos desnudos: "Eres un fuerte ¿eh?", "Como Hércules", contesto yo . El día 14 aún logro distinguirme como cavador. El día 16 me llama a declarar en el proceso contra Teodomiro Menéndez el juez capitán señor Janáriz (o comandante, no estoy seguro) que actúa en el cuartel. Una vez que he declarado le expreso mi voluntad de presentarle una denuncia por malos tratos. Me dice que volverá a llamarme por la tarde, ya para deponer respecto de mi propia detención y si le presento la denuncia me la admitirá. Pero el mismo día 16 por la tarde, antes de que el capitán señor Janáriz lleve a cabo su intención de llamarme a declarar, soy trasladado a la cárcel de Oviedo. Dos o tres días después pido asistencia para una llaga que tengo abierta en el brazo derecho y otros dos flemones a punto de abrirse. Me es tan molesto moverme, que los compañeros que me sirven el rancho hacen lo posible por ayudarme en el sencillo menester de recibirlo. ... El doctor Combarros, médico militar, que fue quien diariamente me curó en Oviedo con esmero y cordialidad que tengo muy presentes, hasta que me llevaron a Madrid, ante la inquietud mía porque tardaban en cicatrizar las llagas en que "el más lego en cuestiones médicas ve una furunculosis vulgar", me dice textualmente: "No se preocupe; esta clase de lesiones no cierran hasta que se elimina todo el tejido magullado". Sé que es hombre muy cabal, incapaz del cómodo expediente de olvidar lo que se dice. Se acuerda. Se me traslada a Madrid y el médico de aquella cárcel diagnostica en mi presencia, dictando al practicante apellidado Mozos, quien lo asienta en libro registro que sin duda subsiste, "heridas de tantos centímetros, con pérdida de substancia y en período de cicatrización". Nada de llagas furunculosas.

El relato continúa, declarando que ya no le verá el médico de la prisión, sino otro preso, el doctor Robles Soldevilla, quien le cura diariamente. 
En septiembre de 1935 es sentenciado a una pena de 30 años de reclusión. Permaneció en prisión hasta 1936, cuando con la victoria del Frente Popular en las elecciones de aquel año se dictó una amnistía.

## Guerra civil y muerte
Regresó a dirigir Avance, pero con el golpe de Estado que condujo a la guerra civil y que en Oviedo se manifestó con la sublevación del general Aranda, Bueno se unió a las milicias para defender a la República frente a los sublevados. Combatió varios meses en Asturias hasta que fue herido. En 1937, ya recuperado, retomó su labor como director de Avance. Con la caída de Asturias en manos de las tropas franquistas, huyó a Francia para regresar a Madrid, donde dirigió el semanario socialista de orientación largocaballerista Claridad. Presidió la Asociación de la Prensa de Madrid del 26 de julio de 1936 al 20 de abril de 1938 y del 27 de noviembre de 1938 al 1 de abril de 1939.
En marzo de 1939, con la caída de Madrid al final de la guerra, se refugió en la embajada de Panamá, pero los vencedores no respetarían la extraterritorialidad de esta y procedieron a su asalto. Bueno fue finalmente detenido y preso en la cárcel de Porlier, donde también se encontraba su amigo y periodista asturiano, Juan Antonio Cabezas. Llegó a la prisión madrileña con la cara «amoratada por los golpes» tras su captura. Fue condenado a muerte en juicio sumarísimo (tuvo diez minutos para defenderse tras renunciar su abogado). Mientras esperaba la ejecución de la sentencia, dio clase de Gramática a los reclusos. Fue ejecutado a finales de septiembre de 1939. En su último día, según cuenta Cabezas, pasó el día hablando y discutiendo en latín con el capellán de la cárcel, maravillado este de su estoicismo y cultura, así como de su gran respeto hacia las creencias que no compartía. Casado en dos ocasiones, tras su muerte su primera esposa (Concepción Ramírez de Verger, con la que no estaba legalmente casado) y sus ocho hijos fueron expulsados de su casa como represalia; lo mismo ocurrió con su segunda esposa, Mariana Brasero Potenciano y el hijo que tenían en común, Germán Luis Bueno Brasero, que tras haber estado en varios campos de concentración en Francia, regresa a España.